# Довгань, Илона Леонидовна
Илона Леонидовна Довгань (укр. Ілона Леонідівна Довгань; род. 11 января 1976, Комсомольск, Полтавская область, УССР) — украинская теле-радио журналистка, общественный деятель.

## Биография
Родилась 11 января 1976 года в городе Комсомольск, Полтавская область. Окончила магистратуру Института журналистики КНУ имени Тараса Шевченко с красным дипломом, а потом — курсы Интерньюз «Украина».
С 1995 года работает на телевидении. Начинала как диктор на комсомольском телевидении ТРК «ГОК ТВ», где вела музыкальные, молодёжные, а затем новостные программы. Позже — журналистка новостей, ведущая информационно-публицистических программ, круглых столов; региональный корреспондент журнала «Партнеры» (фонд Украина-США), советник городского головы по информационным вопросам.
С 1998 по 2001 год была региональным корреспондентом программы ТСН на телеканале «1+1».
В мае-июне 2001 года стажировалась в США по программе Партнерство общин фонд «Украина-США» (USAID) по направлениям: информационная политика, привлечение граждан, стратегический план развития города.
В 2002 году стала самым молодым депутатом Комсомольского городского совета, член комитетов по образованию, культуре, спорту и информационной политике и по вопросам правопорядка, регламента, депутатской этики. Работала советником городского головы по информационной политике.
В 2003 году была редактором ток-шоу «Жизнь прекрасна» и журналистом «Спросите у доктора» на Новом канале и ведущей новостей на ТРК «Киев».
С 2004 по 2007 год работала на телеканале НТН ведущей новостей, программ-интервью с политиками «Вовремя о главном», еженедельника «Вовремя-итоги», избирательных телемарафонов.
Номинировалась на премию «Человек года» в области лучший журналист электронных СМИ.
С 2007 по 2010 год работала ведущей ТСН на телеканале «1+1», а также в избирательном проекте «Только о главном», «Завтрака с 1 + 1», общественно-политических телемарафонах. В мае 2010 года вместе с коллегами подписала письмо против цензуры на канале, который поддержали журналисты из канала СТБ и сотни других медийщиков, в результате чего образовался движение «Стоп цензуре!».
В 2008 году окончила проект «Аспен — Украина», проводимого фондом Виктора Пинчука в сотрудничестве с Институтом ASPEN (США).
В 2009 году выпускница Украинской Школы Политических Исследований, член Совета выпускников. Летний Университет демократии при Совете Европы (Страсбург).
В июне-июле 2010 года училась в Московской школе политических исследований.
В 2010 году была соучредителем и идеологом общественного проекта «Школа для студентов-лидеров „Поколение 2020“», который реализуется за счет его учредителей.
В 2011 году создала и провела «Медиашколу» для молодых журналистов Украины (при поддержке «Хроники» и Фонда Генриха Белля).
С августа 2011 года работала постоянной ведущей на телеканале ТВі. В апреле 2013 года вместе с 23 журналистами, выступила с заявлением о рейдерском захвате канала и введении цензуры, после чего уволилась.
В 2014 году была автором телепроекта «Перезагрузка по-европейски», совместно созданного канала ICTV и благотворительного фонда Богдана Гаврилишина. Проект включает ряд репортажей об изменениях в других странах, реформах, интересных инициативах, опыте, который может быть примером для Украины. По результатам поездок также были созданы шесть эпизодов проекта «Молодежь изменит Украину», который реализует и финансирует благотворительный фонд.
В 2014 году стала ведущей новостей на Первом национальном телеканале, который 7 апреля 2015 года, после подписания закона об общественном вещании, стал UA: Первый. Была соавтором проекта «Сделано в Европе» — программы о евроинтеграции стран, которые когда-то входили в состав СССР и соцлагеря, об изменениях, которые произошли в их обществах и их опыте пребывания в Евросоюзе.
Была членом жюри конкурса «Коронация слова-2015» в номинации «Гранд романы».
С сентября 2017 по март 2020 года была ведущей новостей «24 канала».
С марта 2018 — ведущая информационных программ Радио НВ.
С декабря 2020 года — ведущая новостной программы «Киев. NewsRoom» на телеканале «Киев».
Проводит мастер-классы и тренинги на темы интервью, медиа и публичных выступлений.

## Фильмография
- «Счастливый билет». Роль — ведущая новостей.
- «Нюхач». Роль — ведущая новостей. (4-я серия).

## Увлечения
Любит артхаусное и документальное кино, путешествия, творчество Одри Хепбёрн и Марии Матиос.